# Cattedrale di Santa Maria Annunciata
La cattedrale di Santa Maria Annunciata è il principale luogo di culto cattolico della città e della diocesi di Vicenza.
Di origine paleocristiana, fu ricostruita varie volte; la cupola fu progettata da Andrea Palladio, così come il portale laterale di settentrione e sono inseriti dal 1994 nella lista dei Patrimoni dell'umanità dell'UNESCO nel sito La città di Vicenza e le ville di Palladio del Veneto. È monumento nazionale italiano.

## Storia
Studi compiuti nella seconda metà del Novecento attesterebbero la presenza di un ambiente dedicato al culto cristiano già nel III secolo, ricavato in un preesistente edificio romano del I secolo. Dopo l'Editto di Costantino del 313 qui sarebbe stata costruita la prima piccola chiesa, di forma rettangolare absidata, che nella seconda metà del V secolo (forse dopo il saccheggio di Vicenza da parte degli Unni, citato da Paolo Diacono) sarebbe stata ricostruita più grande e a tre navate. Intorno al 600 il primo vescovo di Vicenza, Oronzio, avrebbe sostituito questo edificio con uno più grande, rettangolare a tre navate, di dimensioni vicine a quelle attuali.

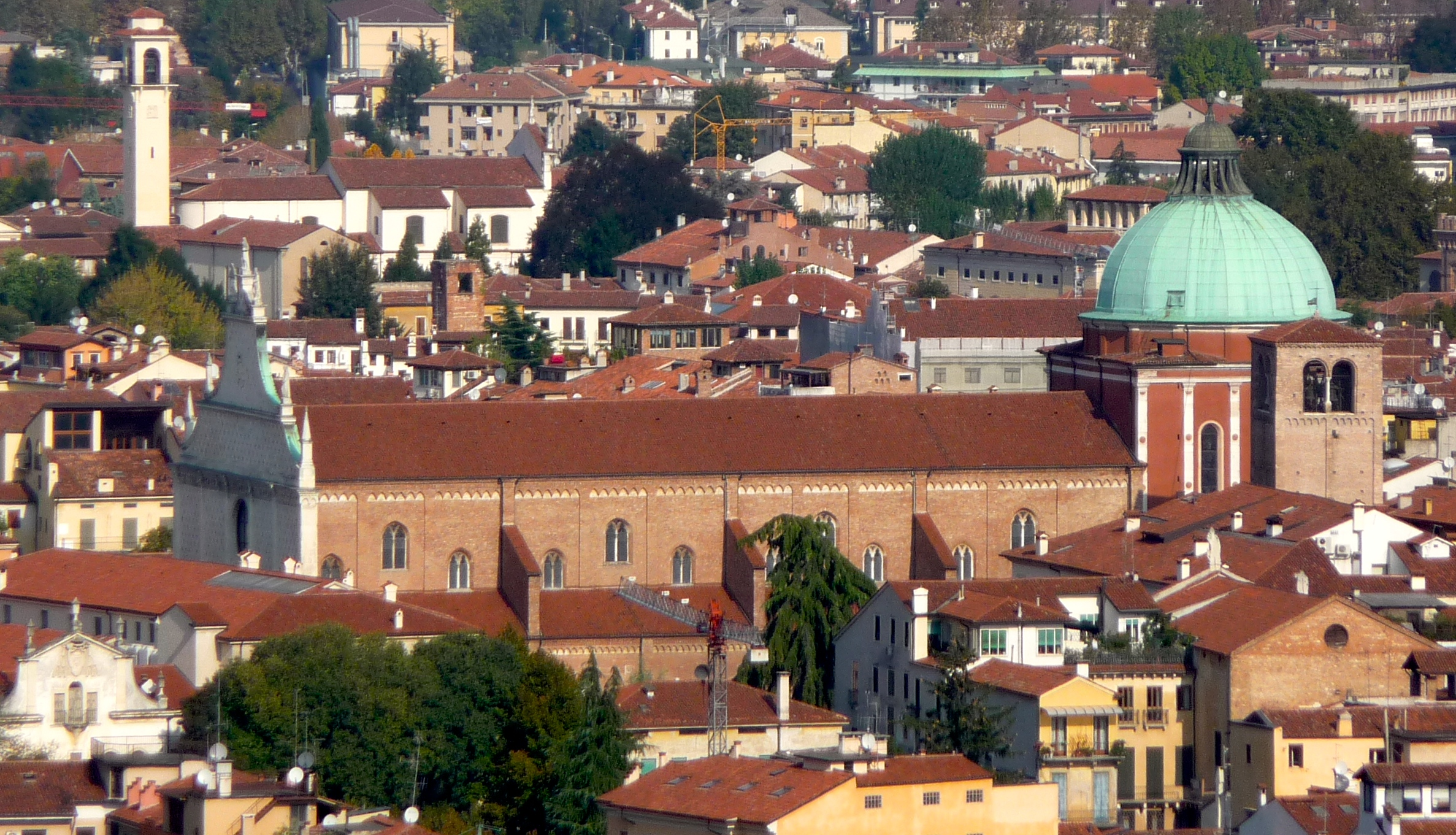
La cattedrale vista da Monte Berico

Intorno al 1000 questa chiesa, ormai la cattedrale della città, fu arricchita da un complesso di tre absidi. Danneggiata dal terribile terremoto del 1117, fu ancora una volta sostituita da una più grande a cinque navate sostenute da pilastri ed archi. Per riparare i danni ad essa apportati dal saccheggio della città operato dalle truppe di Federico II nel 1236, nella seconda metà del Duecento il vescovo Bartolomeo da Breganze dispose un nuovo intervento che, secondo lo stile delle altre chiese vicentine del tempo, la riportò a tre navate sostenute da volte. In questo periodo aumenta notevolmente la documentazione scritta e così sappiamo di donazioni e lasciti testamentari che permisero di arricchire la chiesa con ulteriori strutture, come il portale meridionale e alcune cappelle laterali, negli anni successivi e per tutto il Trecento.
L'aspetto attuale della cattedrale risale alla metà del Quattrocento: dal 1444 al 1467 fu costruita la facciata gotica, riparate le cappelle fino ad allora costruite e l'abside duecentesca. Nei secoli successivi continuarono i lavori e i rimaneggiamenti: la costruzione della nuova e attuale abside prese avvio sin dal 1482 su progetto di Lorenzo da Bologna – che ideò anche la cappella Trissino – ma nel 1531 risultava ancora incompiuta. Una prima temporanea copertura venne realizzata nel 1540, per corrispondere alla decisione papale di far ospitare a Vicenza il Concilio, poi tenutosi a Trento. Agli anni trenta del Cinquecento risalgono due lavori che da alcuni autori vengono attribuiti al giovane Andrea Palladio, l'altare maggiore e il sepolcro di Girolamo Bencucci da Schio vescovo di Vaison; della seconda metà del secolo sono altre opere dell'architetto vicentino, il portale settentrionale e la costruzione del tamburo e della cupola. Seguirono interventi nei secoli successivi, in particolare i rifacimenti neogotici di metà dell'Ottocento, secondo i canoni allora in auge nell'Impero austriaco.
Durante la seconda guerra mondiale la cattedrale fu pesantemente colpita dai bombardamenti anglo-americani, che distrussero la cupola, gran parte della navata e lesionarono gravemente la facciata e le cappelle meridionali. I sontuosi affreschi che ricoprivano l'interno andarono irrimediabilmente perduti. La ricostruzione e i restauri iniziarono subito dopo il conflitto, ma si protrassero fino al 2002.
Il prospiciente Museo diocesano conserva vari reperti riferiti alla storia della chiesa e al suo sito.
L'ultimo vescovo a essere sepolto nella cripta è stato Pietro Nonis nel 2014.

## Descrizione

### Esterno

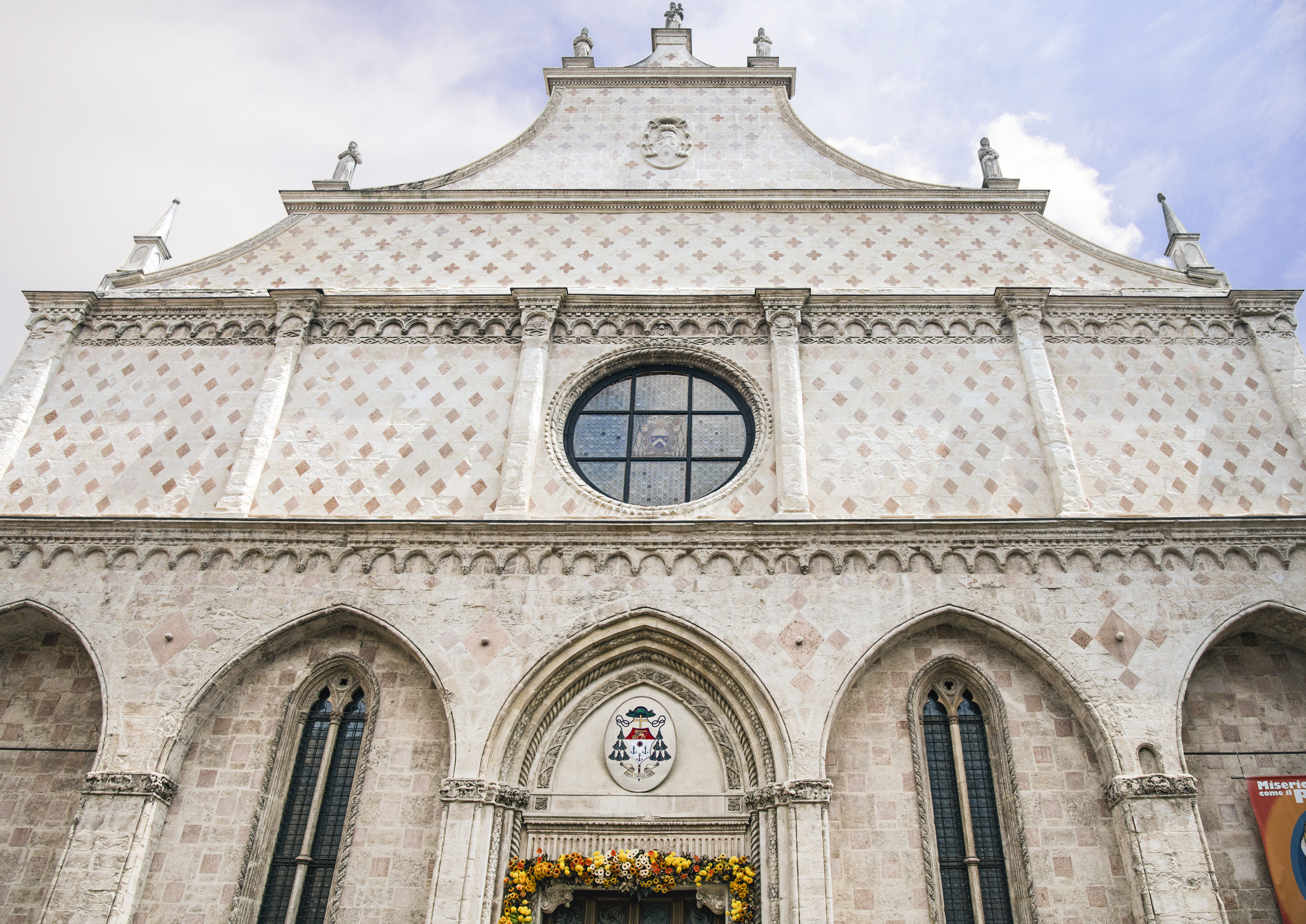
La facciata.

#### Facciata
La facciata gotica attribuita a Domenico da Venezia (XVI secolo), a paramento dicromo, divisa in quattro settori, l'inferiore a cinque arcate profonde, il secondo spartito a lesene, il terzo liscio, il quarto decorato da cinque statue e due pinnacoli aggiunti nel 1948. Il portale presenta una evidente strombatura.

#### Portale settentrionale
Nel 1560 il canonico Paolo Almerico chiese al Capitolo della cattedrale di poter erigere a proprie spese una porta sul fianco settentrionale della cattedrale, in corrispondenza della cappella di San Giovanni Evangelista. Si tratta dello stesso Paolo Almerico che qualche anno più tardi commissionò a Palladio la costruzione della sua residenza situata su di un piccolo colle poco distante dalla città, lo splendido edificio che divenne poi noto come la Rotonda.
La porta venne aperta nel 1565, probabilmente in occasione dell'ingresso del vescovo Matteo Priuli. L'attribuzione a Andrea Palladio, in mancanza di documenti e disegni autografi, si basa sulle affinità da un lato con modelli antichi ben noti a Palladio (come la porta del tempio della Fortuna Virile) e dall'altro con il disegno delle porte laterali della basilica di San Pietro di Castello a Venezia, che Palladio progettò nel 1558.

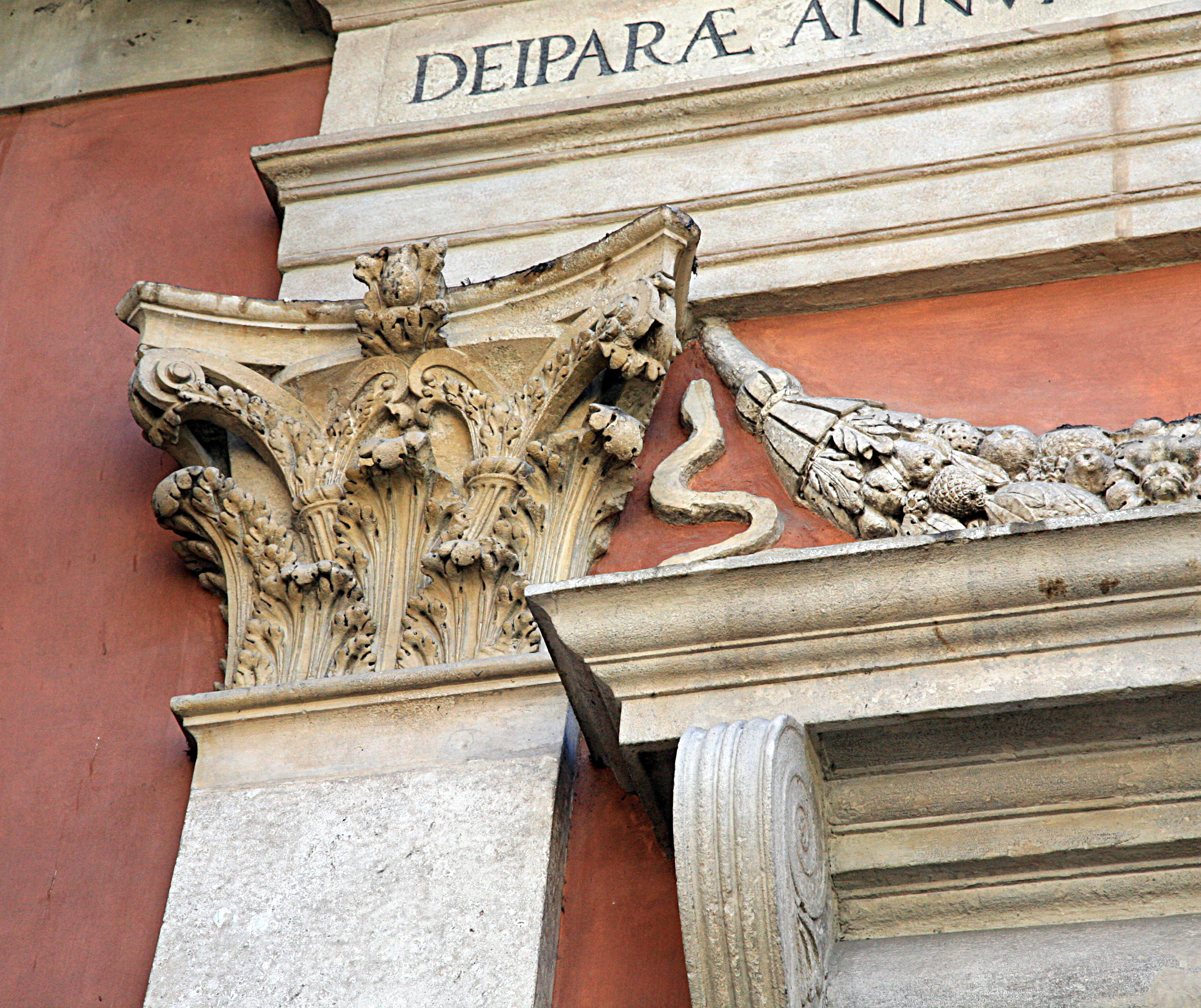
Dettaglio del capitello della lesena del portale palladiano

#### Abside e cupola
Solamente nel 1557 il Comune di Vicenza riesce a ottenere dalla Repubblica Veneta la disponibilità di un lascito fatto dal vescovo Zeno all'inizio del secolo, ed è quindi in grado di avviare il completamento dell'opera. Responsabile del progetto, Andrea Palladio molto probabilmente redige un disegno complessivo, che tuttavia viene messo in esecuzione in due fasi: dal 1558 al 1559 si imposta il cornicione sopra le finestre e si realizza il tamburo, e dal 1564 al gennaio 1566 si pone in opera la cupola.
La caratteristica forma della lanterna, astratta e priva di decorazione, viene replicata sulla sommità delle cupole di San Giorgio Maggiore a Venezia, in elaborazione negli stessi anni, ed è presente anche in alcune ricostruzioni palladiane di templi antichi a pianta centrale, come il Mausoleo di Romolo sulla via Appia.

#### Campanile

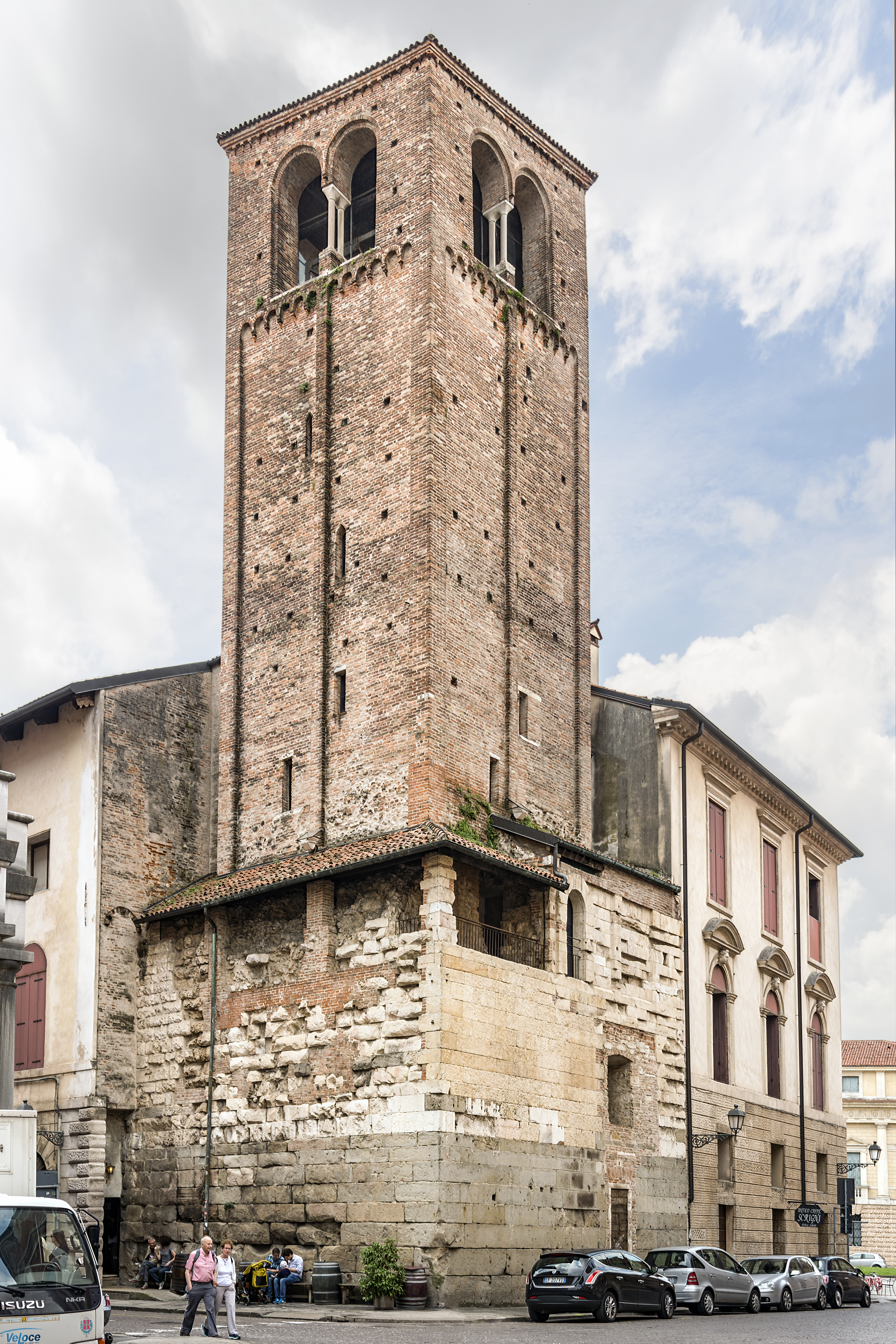
Basamento del X secolo ed elevazione del XII secolo del campanile

È di poco staccato dalla chiesa e posizionato all'altro lato della strada che costeggia il fianco meridionale della cattedrale. Si tratta chiaramente di una costruzione non unitaria, frutto di aggiunte e modifiche effettuate in epoche diverse e con l'impiego di materiali diversi, come risulta ancora chiaramente evidente soprattutto nel basamento esterno.
Probabilmente la costruzione del basamento risale al periodo delle invasioni degli Ungari, nel secondo decennio del X secolo, al tempo del vescovo Vitale arcicancelliere dell'imperatore Berengario I. Si trattava probabilmente di un torrione a difesa della cattedrale e del palazzo vescovile, con mura perimetrali dello spessore di 4 metri, di conglomerato rivestito da lastre di trachite, materiali di riporto di epoca romana.
Sopra questo torrione – chiaramente capitozzato – fu aggiunta, nei primi decenni del XII secolo, la torre in mattoni alta circa 20 metri, con la cella campanaria di tipico aspetto romanico.
Il campanile fu restaurato e portato all'aspetto attuale nel 1995-98.

#### Campane
Nella cella campanaria sono attualmente alloggiate cinque campane, in accordo di La Bemolle Maggiore, - Mib3 campana maggiore (bordone), Lab3, Sib3, Do4, Mib4 campana piccola.
La campana maggiore è un autentico gioiello dell'arte fusoria Italiana, fusa a Vicenza nel 1681 dal rinomato fonditore Antonio De Maria. Si tratta di una campana di rara bellezza estetica ed acustica.
Le campane Sib3 e Do4 furono fuse dai "Fratelli De Maria" nel 1741 e sono anch'esse campane di rilievo.
Nel 1997 la antica campana del 1522 venne musealizzata presso il MUVEC (Museo Veneto delle Campane) di Montegalda, sostituita da una nuova in Lab3, ed in quella occasione fu aggiunta la attuale campana piccola, Mib4, una ottava sopra quindi del campanone.
Fino al 1997 le campane componevano un accordo denominato "Salve Regina" (Mib3-Sol3-Sib3-Do4). Dopo i lavori di restauro, con la sostituzione della campana antica, l'accordo è stato modificato secondo il "westminster" (Mib3-Lab3-Sib3-Do4+Mib4).

### Interno
L'interno della cattedrale si presenta in stile gotico, con unica navata coperta sulla quale si aprono varie cappelle laterali e che è coperta con volta a crociera. Alla navata centrale corrisponde l'abside, il cui presbiterio, sopraelevato come nelle abbazie di architettura gotico cistercense, ospita moderni arredi liturgici. La parete dell'abside, con al centro l'altare maggiore, è decorata dal pregevole Paramento Civran, costituito da varie tele collocate all'interno di un'architettura in stucco e marmorino sormontata da statue di angeli. Le tele di sinistra raffigurano scene dall'Antico Testamento, mentre quelle di destra riguardano Costantino e la Vera Croce; vi sono inoltre, ai lati dell'altare, due Annunciazioni. Il tema escatologico è quello del trionfo della Croce che conduce l'umanità alla salvezza. Il ciclo pittorico cui parteciparono vari artisti tra i quali il "tenebroso" Antonio Zanchi, presenta una duplicità di orientamento sia verso il "chiarismo neoveronesiano" da un lato sia verso il naturalismo di impronta postcaravaggesca dall'altro.
Nel vasto sotterraneo della cattedrale sono presenti resti di una strada di epoca romana e notevoli parti delle basiliche dei secoli VIII e XI.

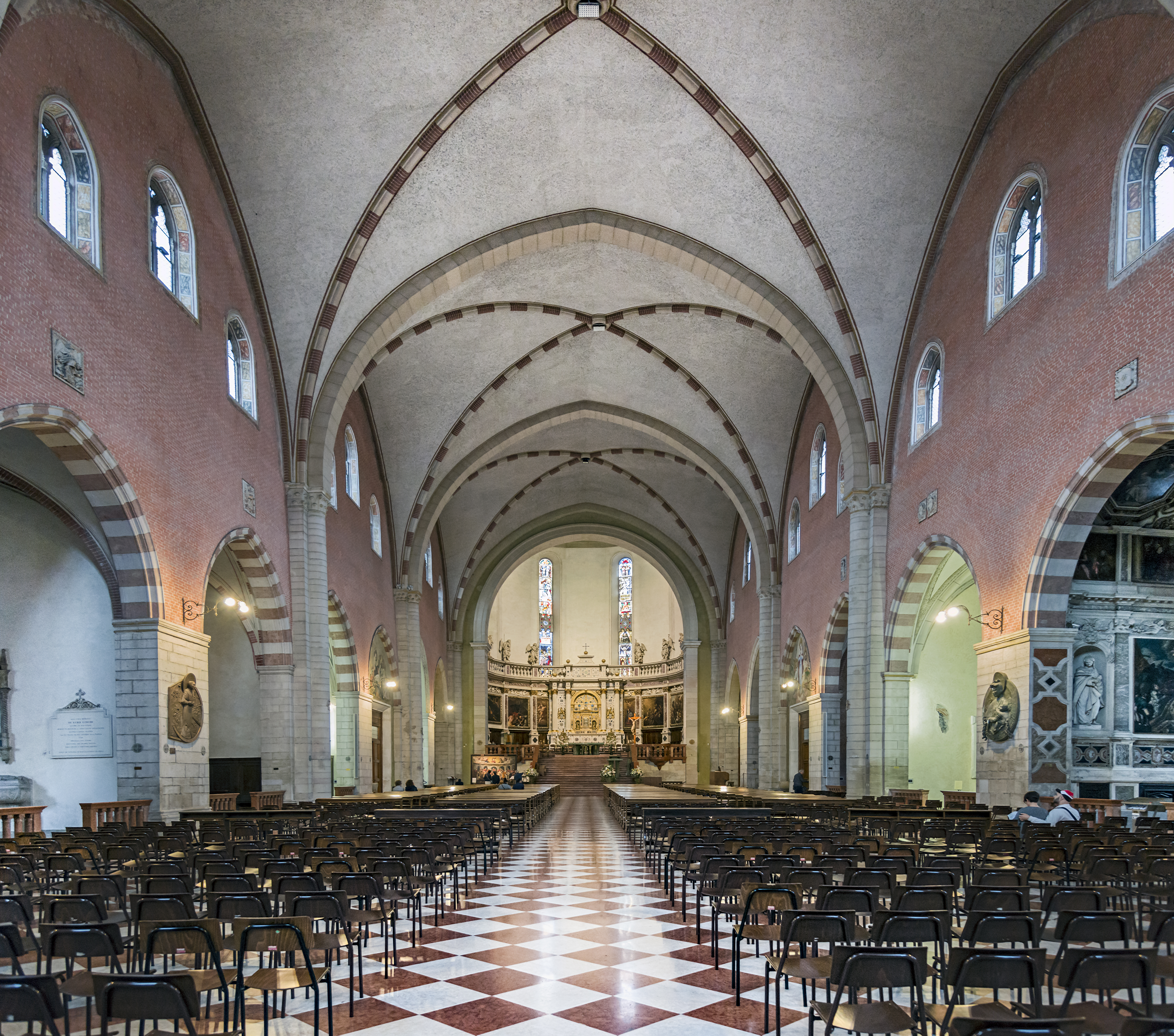
Interno
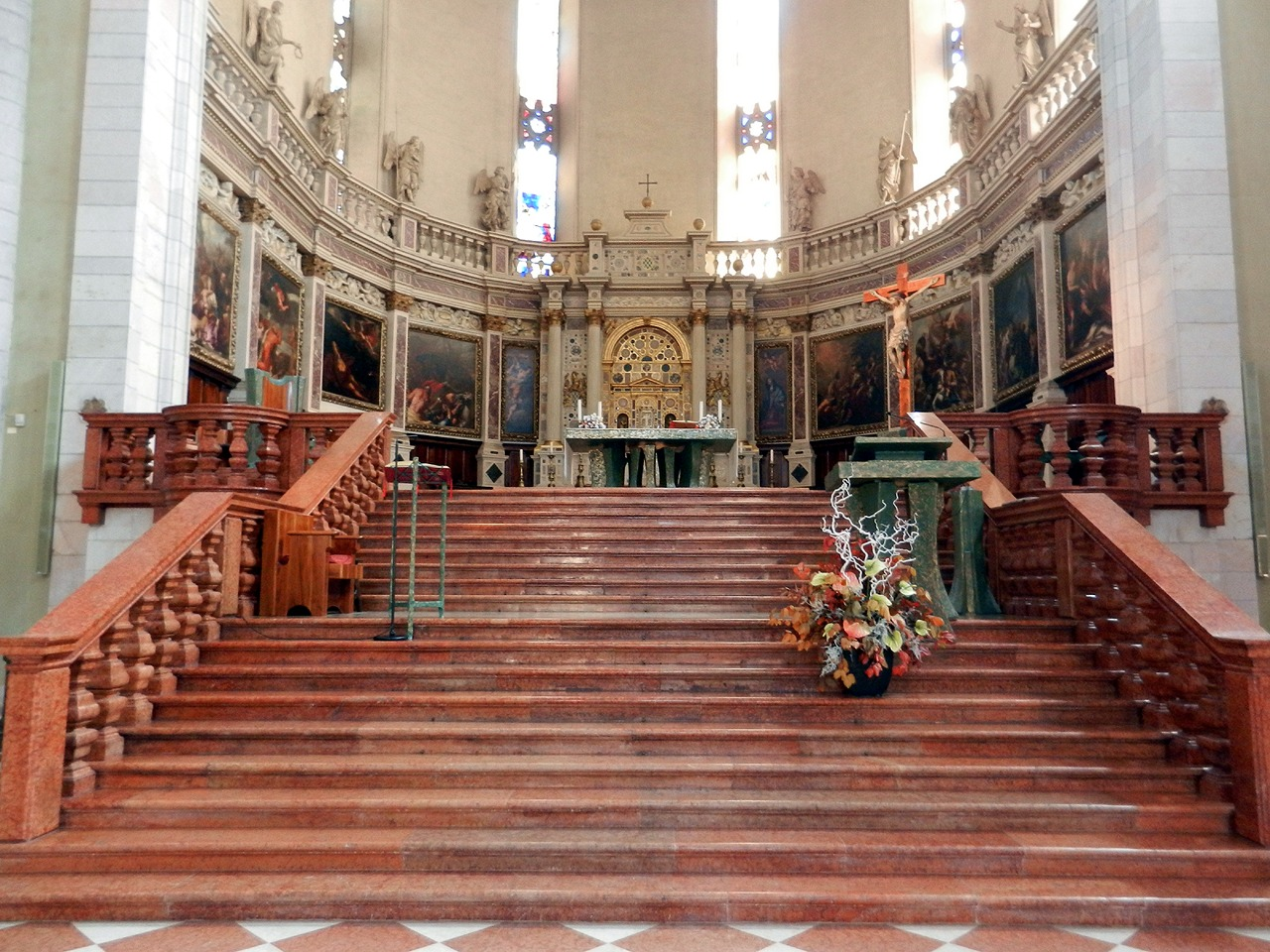
Il presbiterio
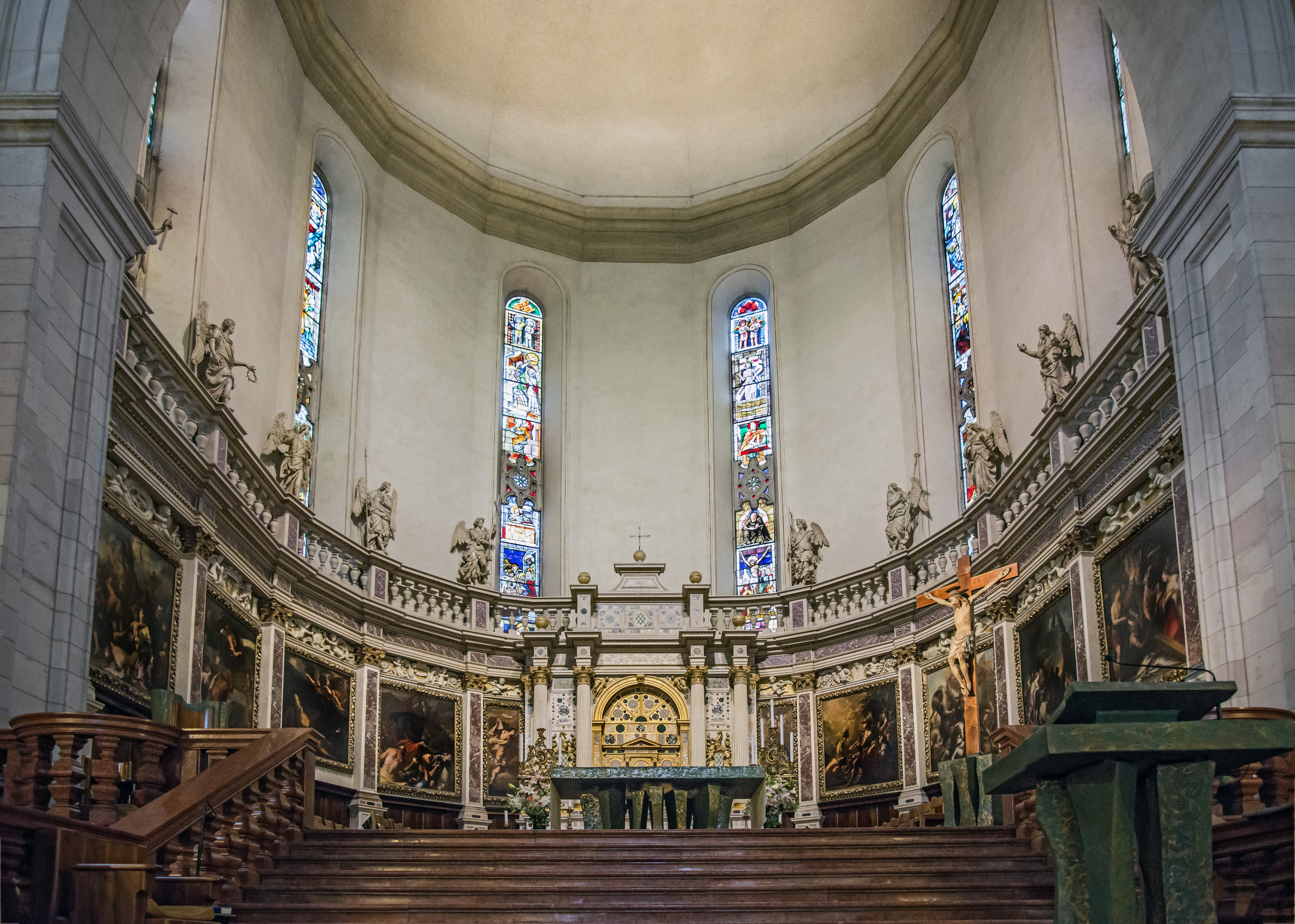
Il presbiterio

#### Opere della chiesa
Navata sinistra
- Prima cappella di sinistra, la cappella di Thiene o della Passione con, sulla parete di sinistra il monumento funebre a Lavinia Thiene, realizzato da Giulio Romano (1544). Sulla parete destra un cenotafio con la stemma della famiglia Thiene e Gaetano di Thiene.
- Seconda cappella a sinistra, Adorazione della Vergine con gli Angeli, 1581 di Alessandro Maganza.

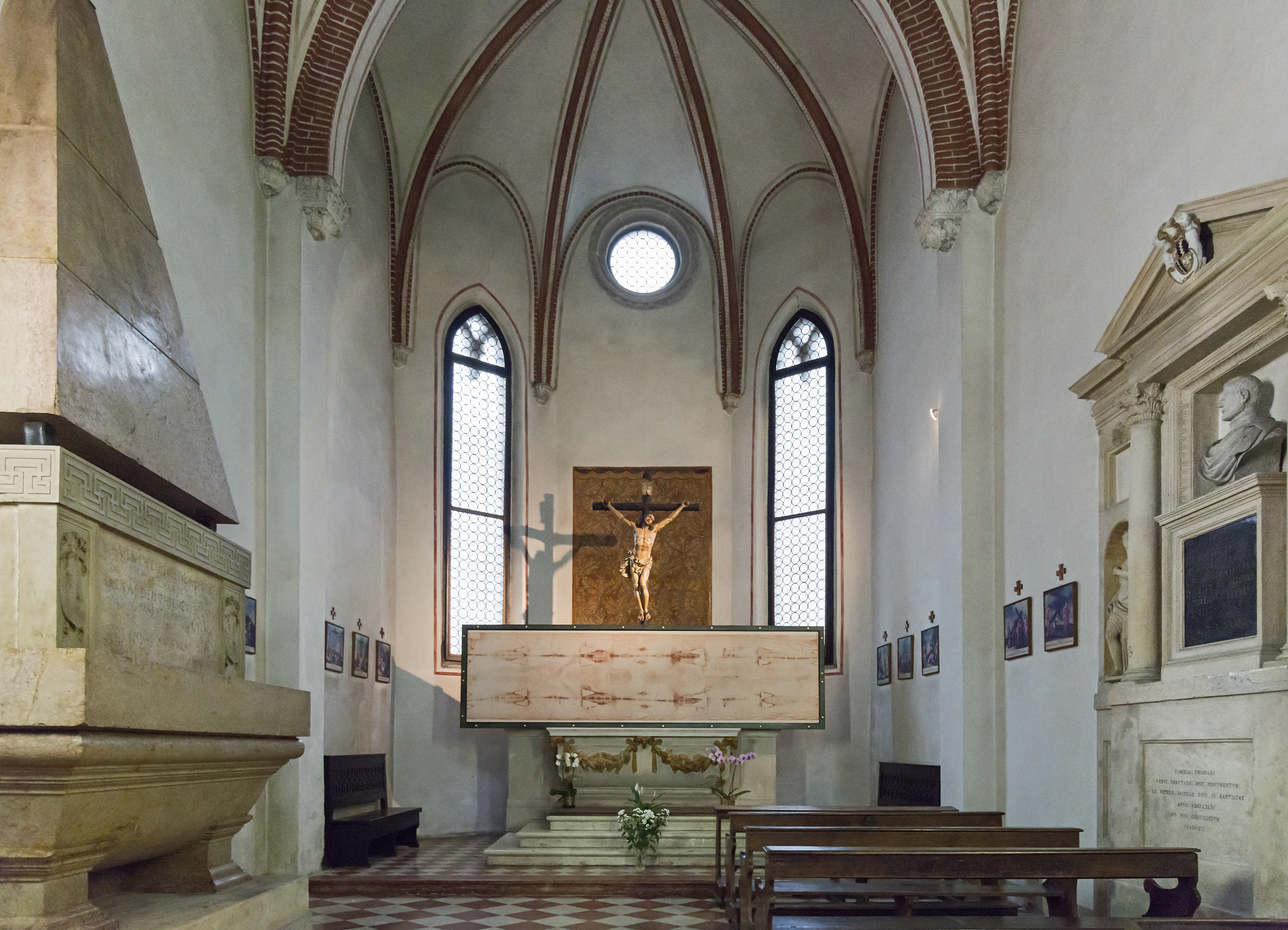
Cappella Thiene
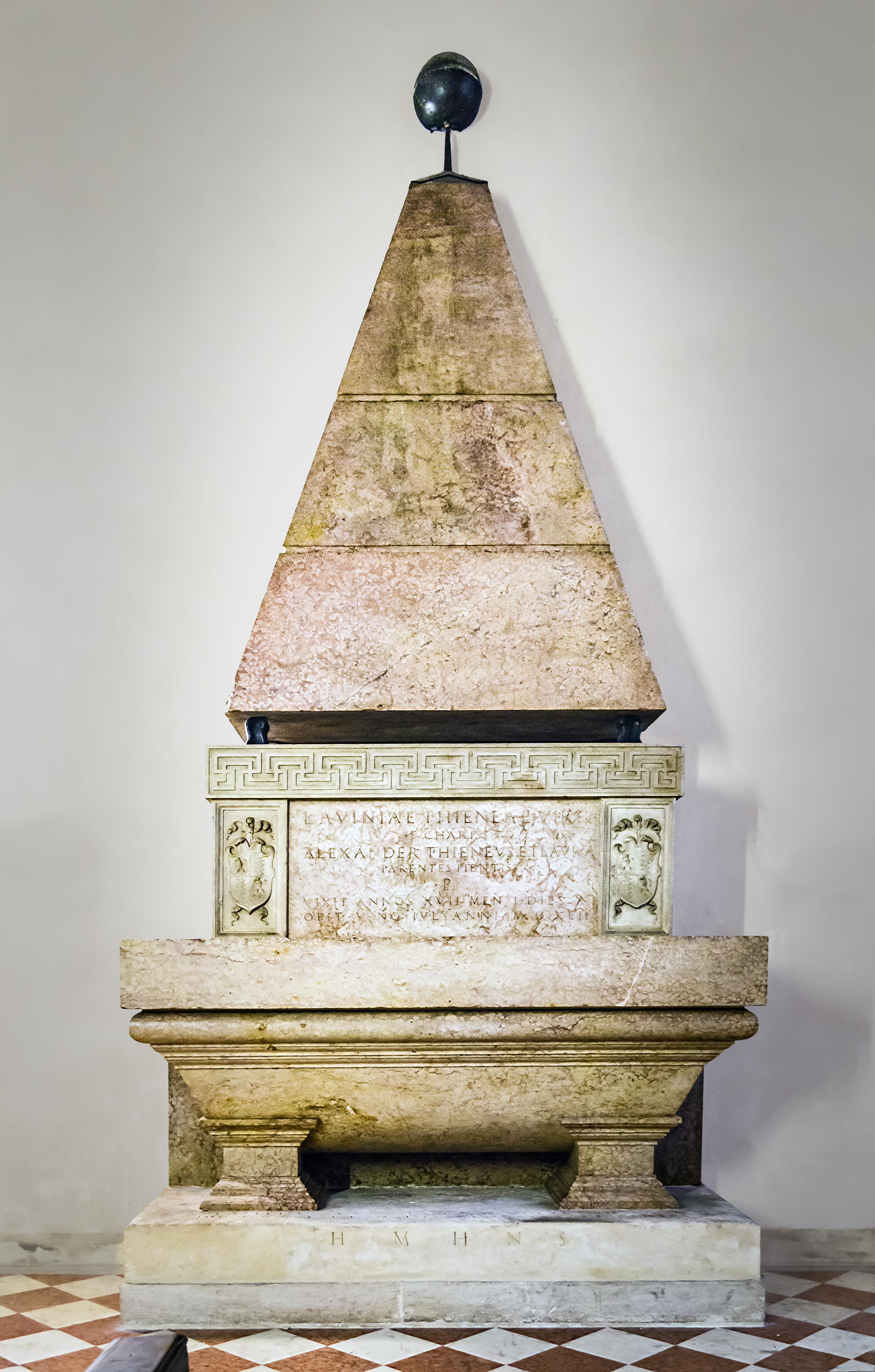
Monumento Funebre a Lavinia Thiene da Giulio Romano
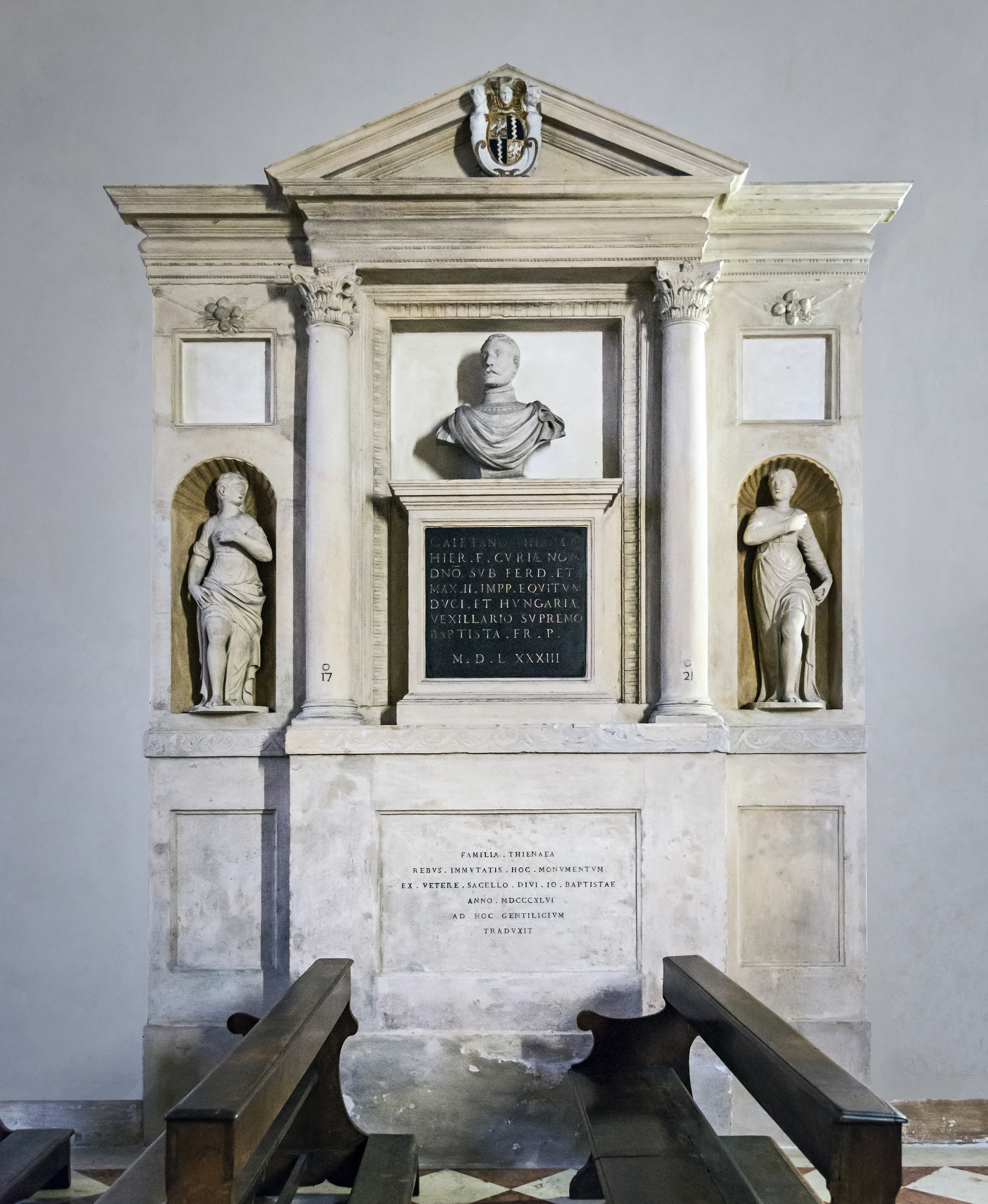
Cenotafio della famiglia Thiene e Gaetano di Thiene
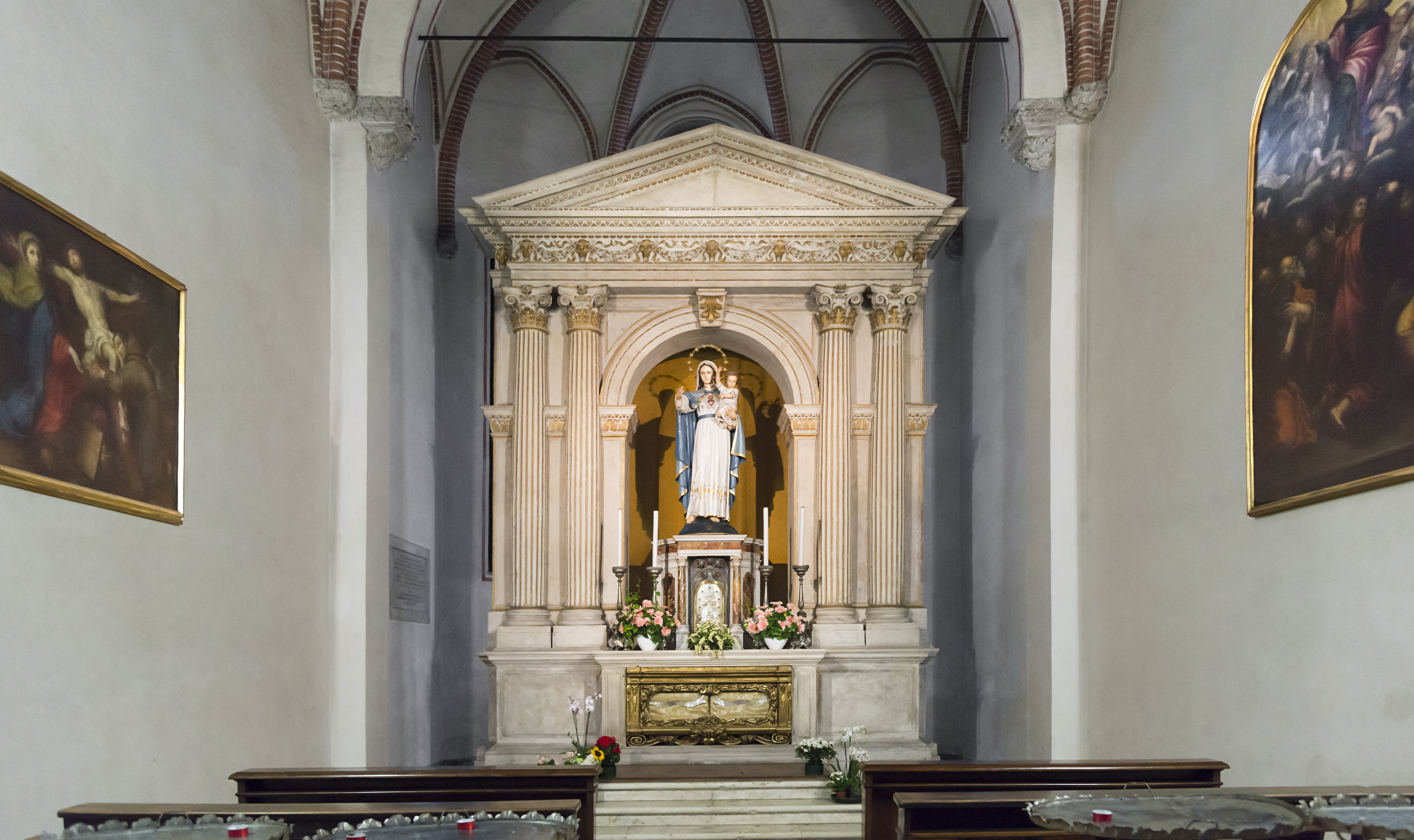
Seconda cappella a sinistra
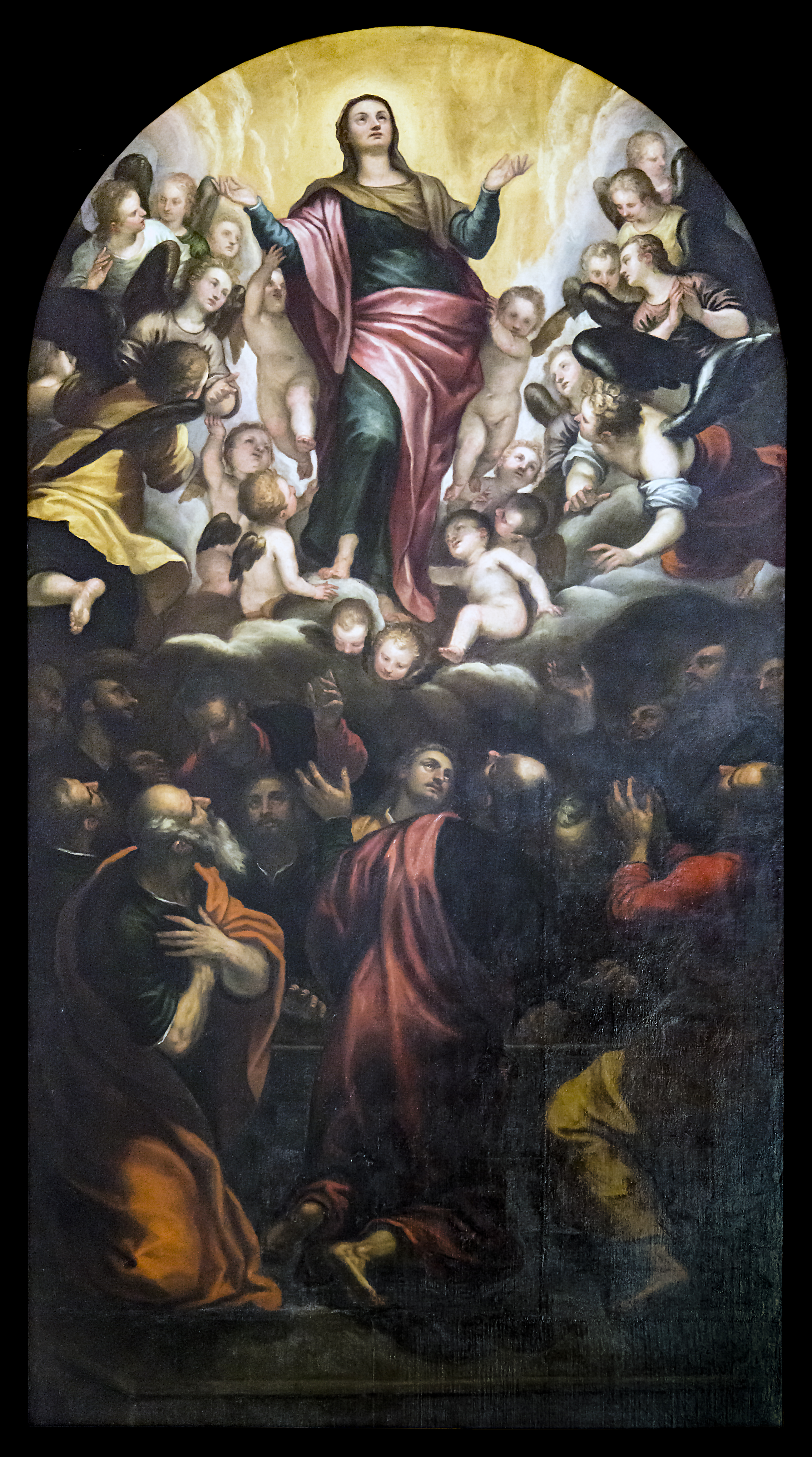
Adorazione della Vergine con gli Angeli di Alessandro Maganza

- Terza cappella a sinistra dedicata alla famiglia Loschi. Sopra l'altare troviamo le braccia della famiglia. Monumenti funerari di Alfonso Loschi e Antonio Loschi.
- Madonna col bambino tra le Sante Maddalena e Lucia, dipinto da Bartolomeo Montagna, conservato nella quarta cappella sinistra
- La quinta cappella: Cappella dell'Incoronata o del Gonfalone. Fu costruita nel 1426 da una confraternita religiosa fraglia di S. Maria, poi trasformata intorno al 1591 dalla confraternita del Gonfalone. La Pale d'altare: l'Incoronazione della Vergine (1448) un rilievo policromo in pietra di Antonino di Niccolò da Venezia.

Sulla parete sinistra il monumento funebre di Girolamo Bencucci, conosciuto in Francia come Jérôme Sclede, vescovo di Vaison.

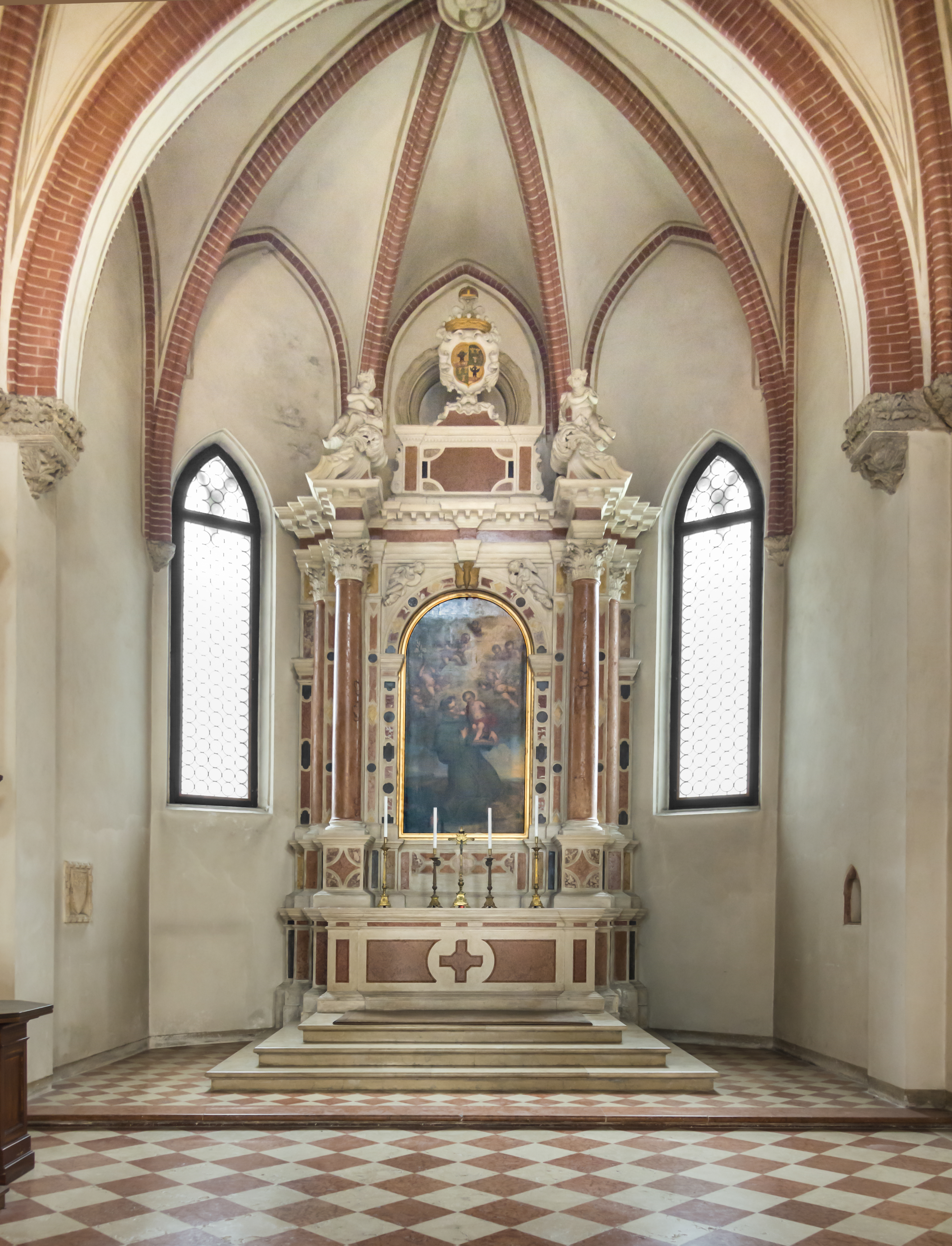
Cappella della famiglia Loschi
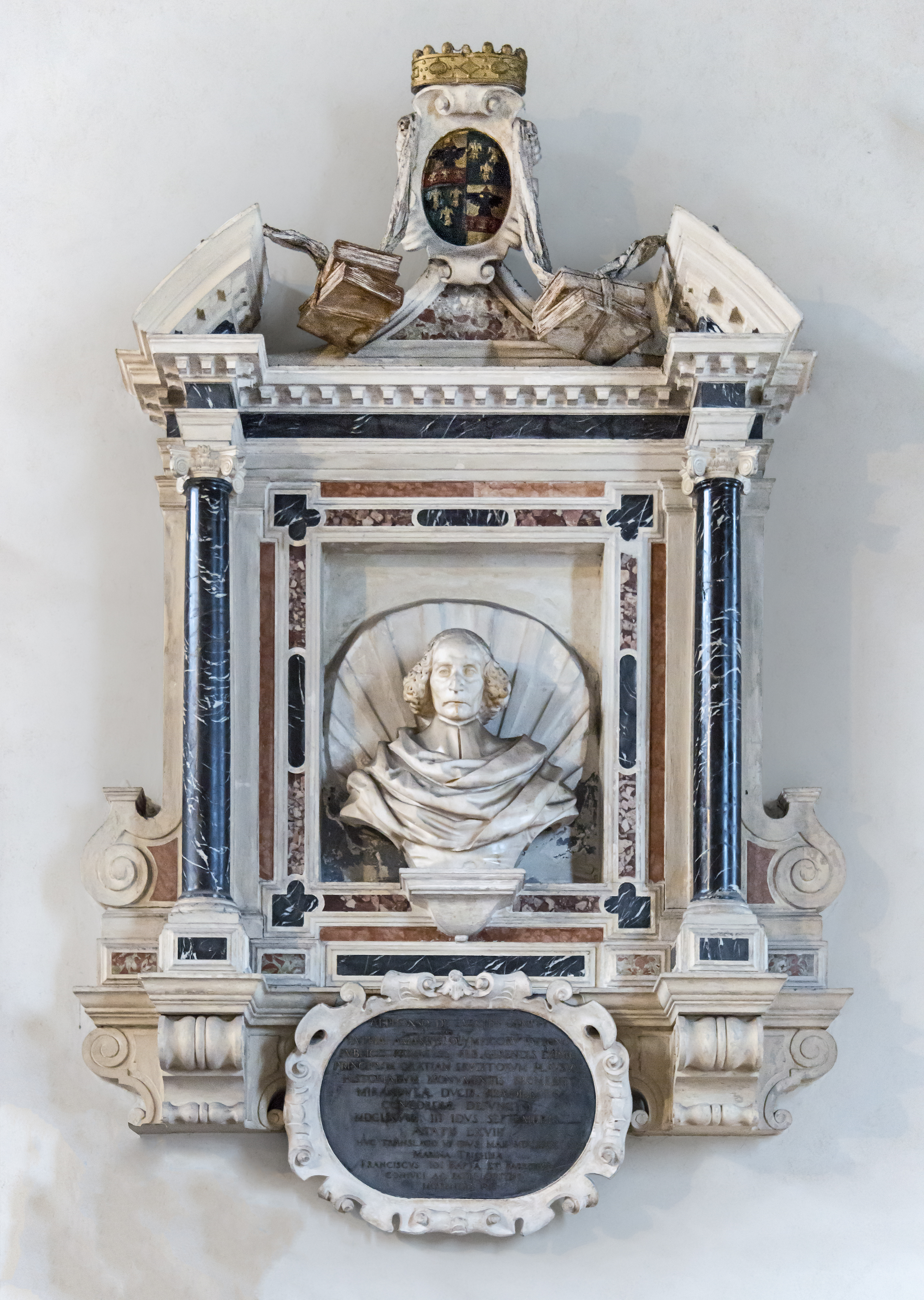
Monumento a Alfonso Loschi
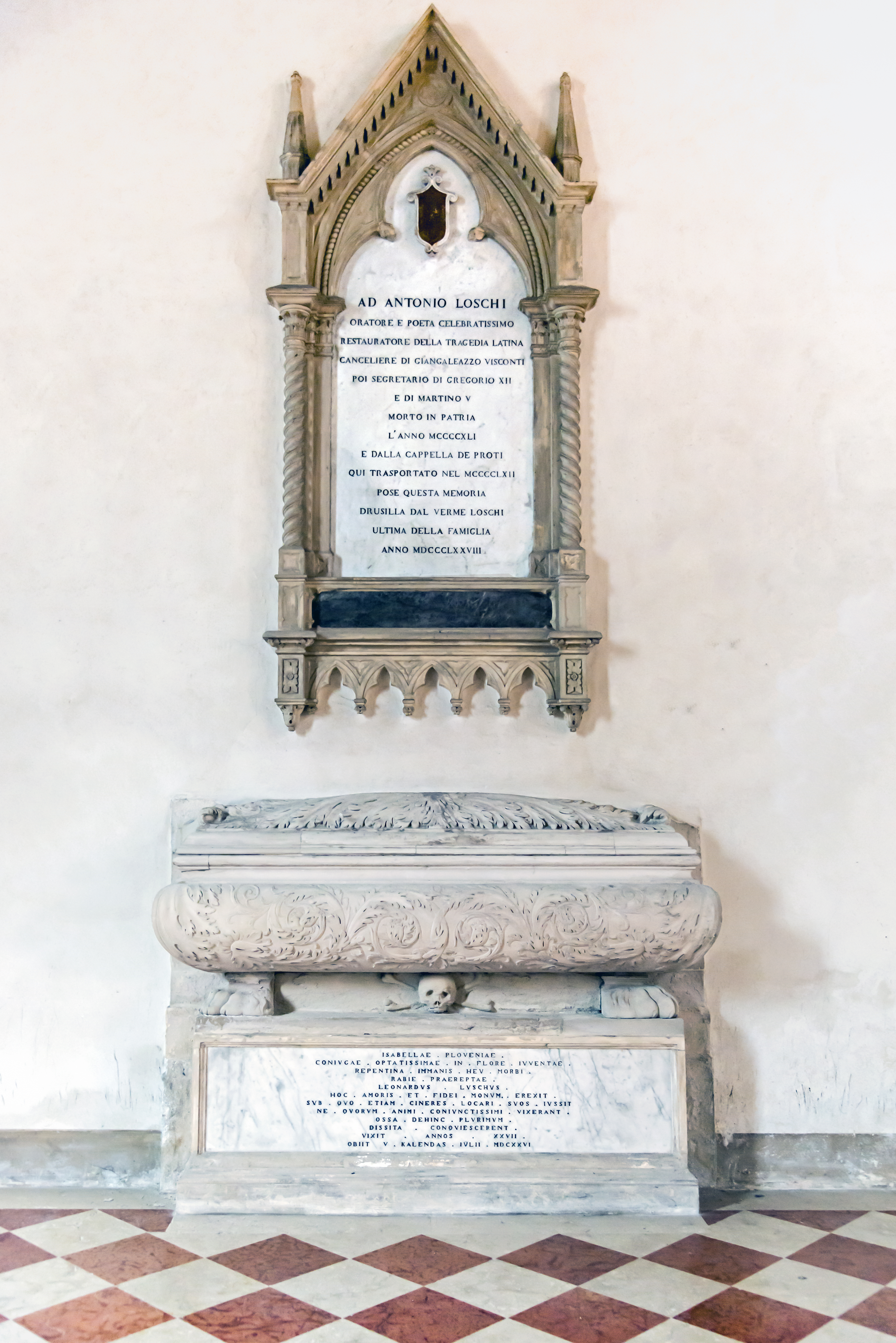
Monumento a Antonio Loschi
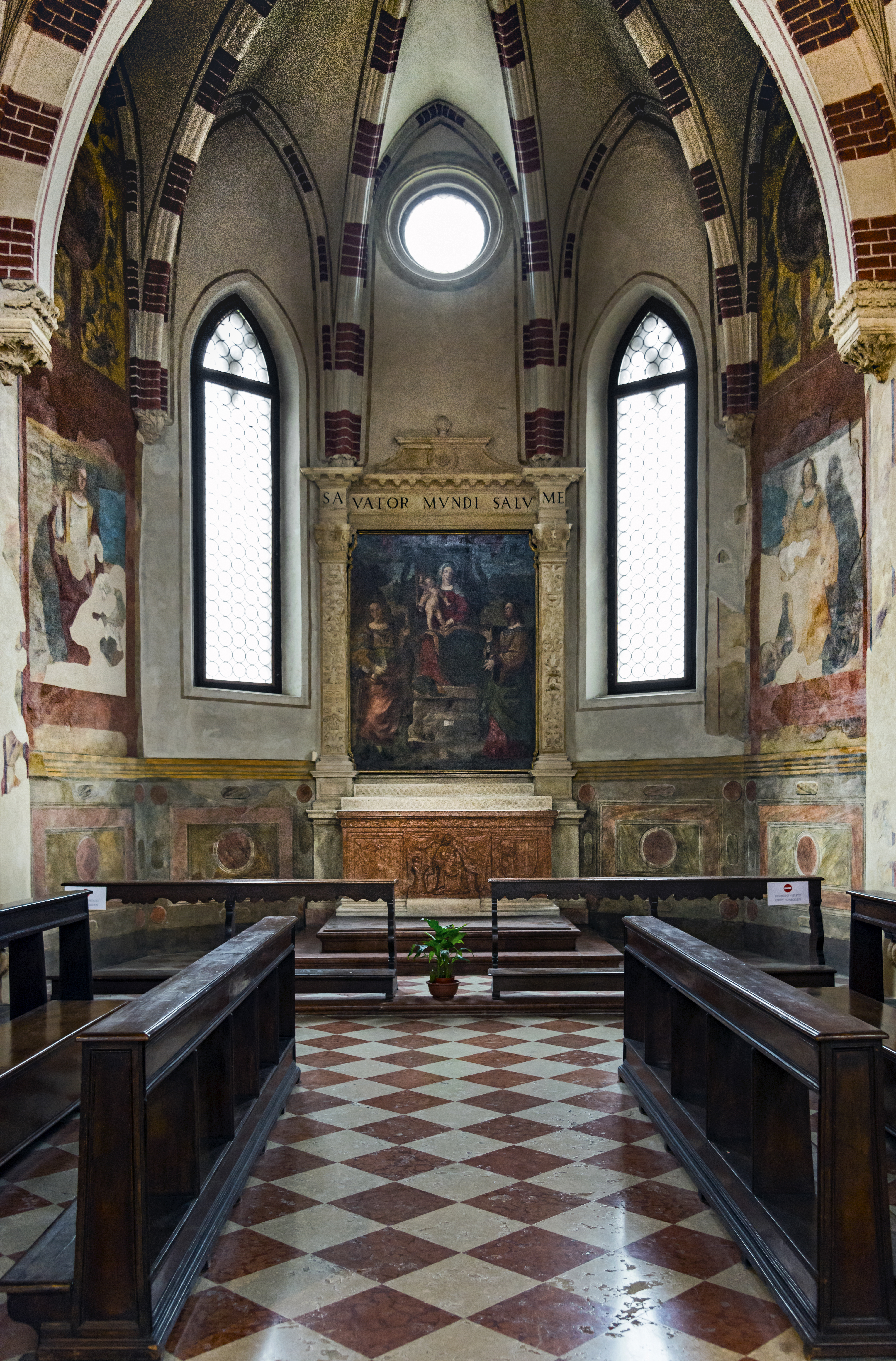
Quarta cappella sinistra
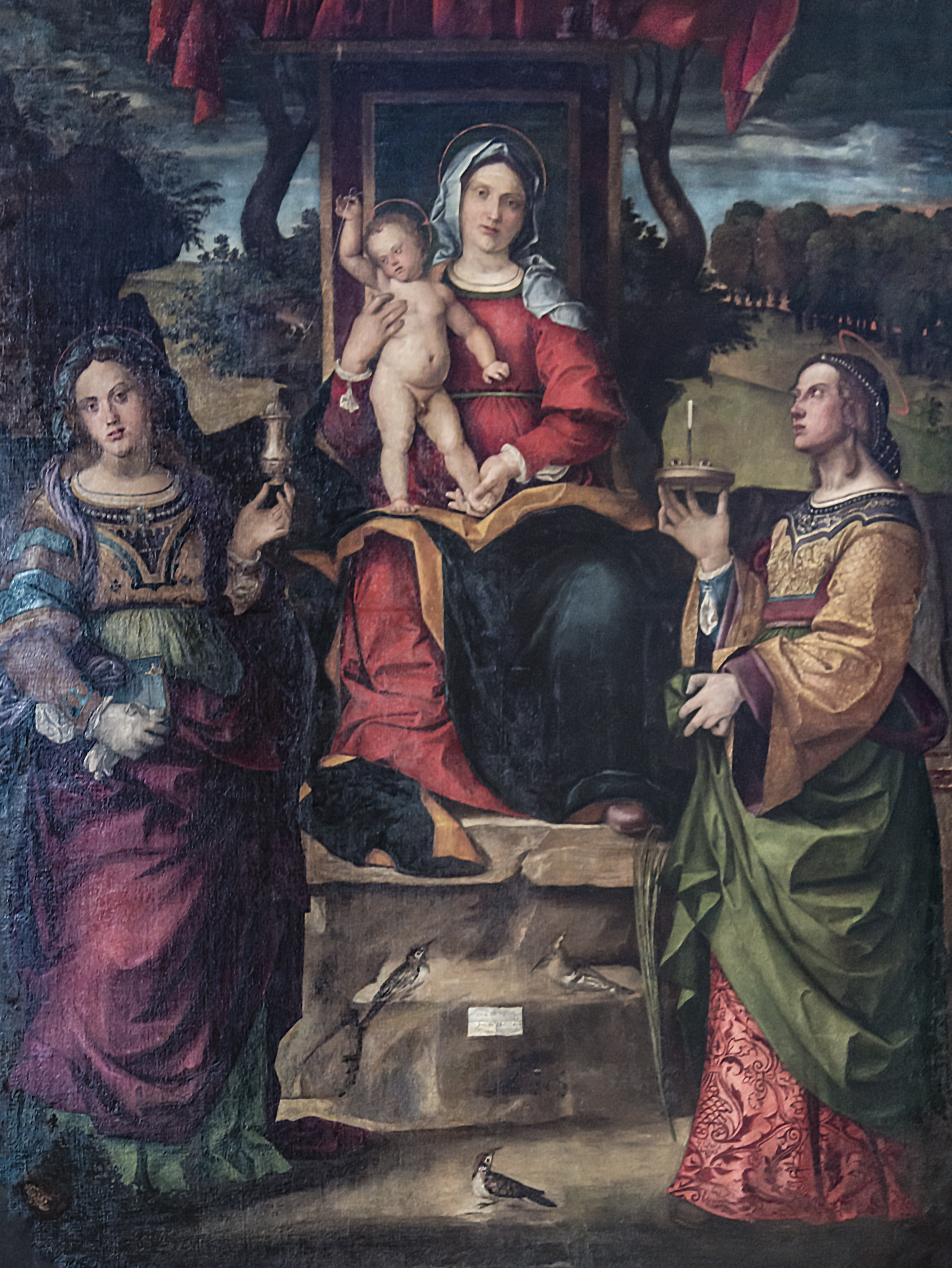
Madonna col bambino tra le Sante Maddalena e Lucia, di Bartolomeo Montagna
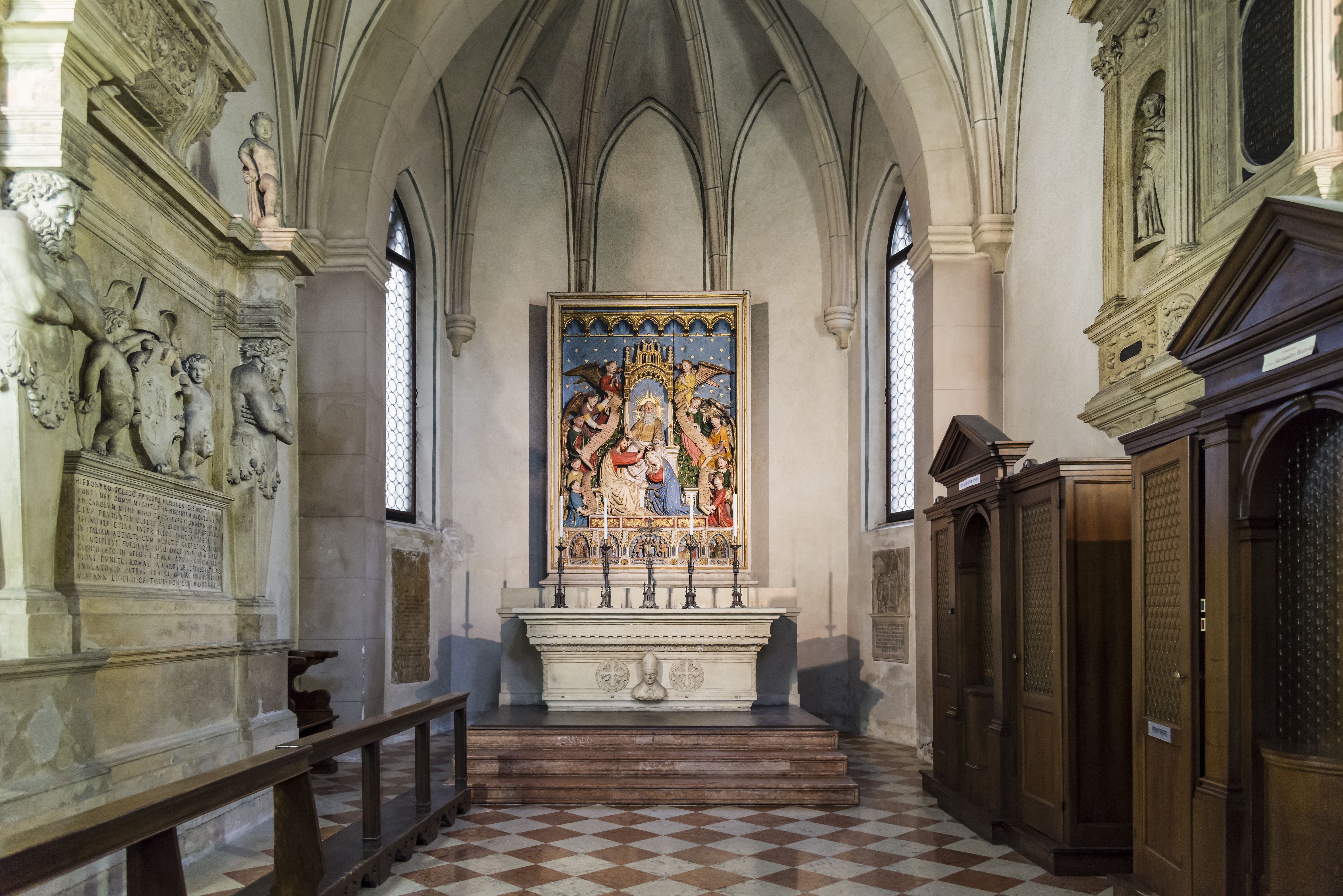
Quinta cappella a sinistra
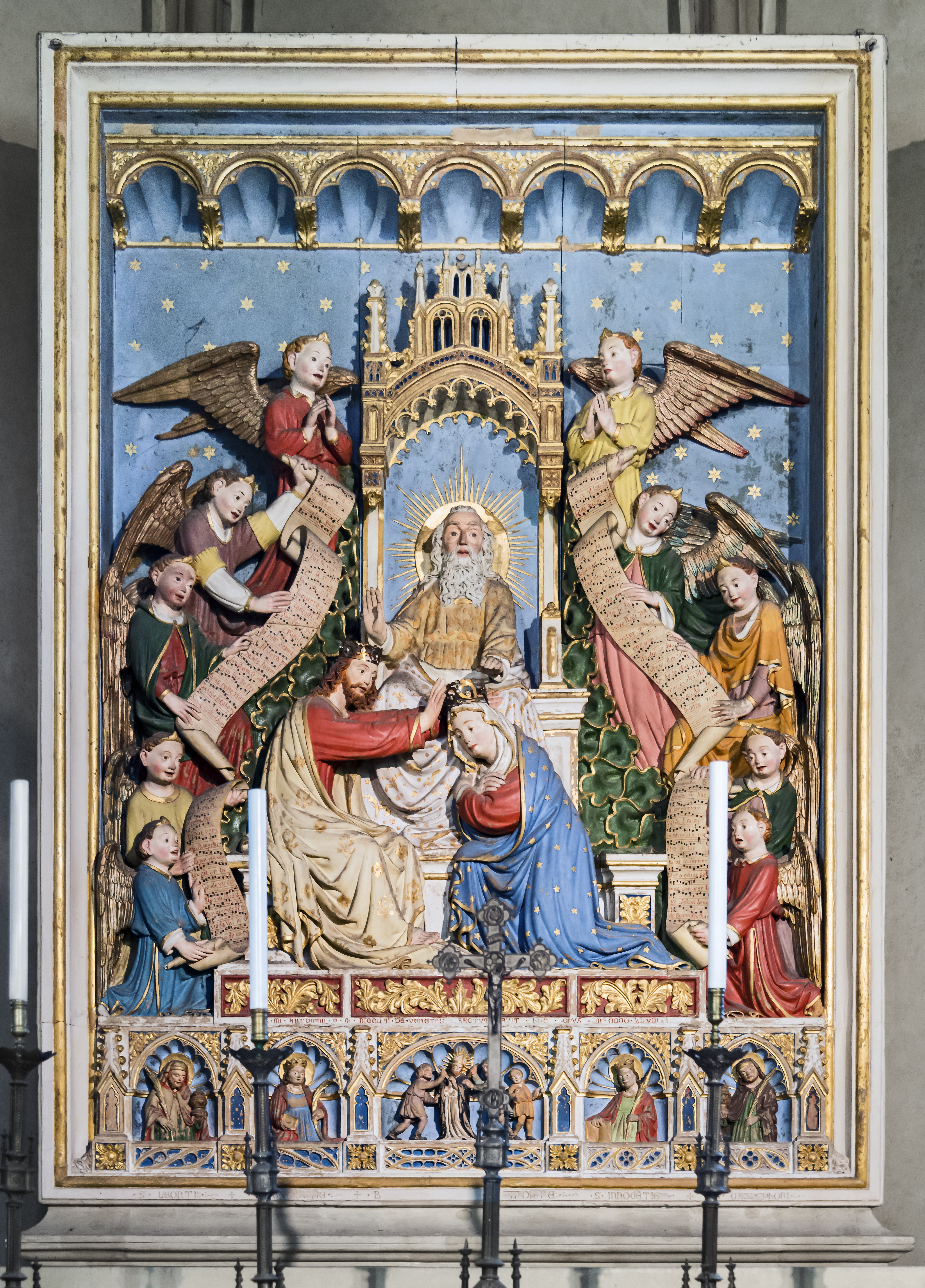
Incoronazione della Vergine - Antonino da Venezia
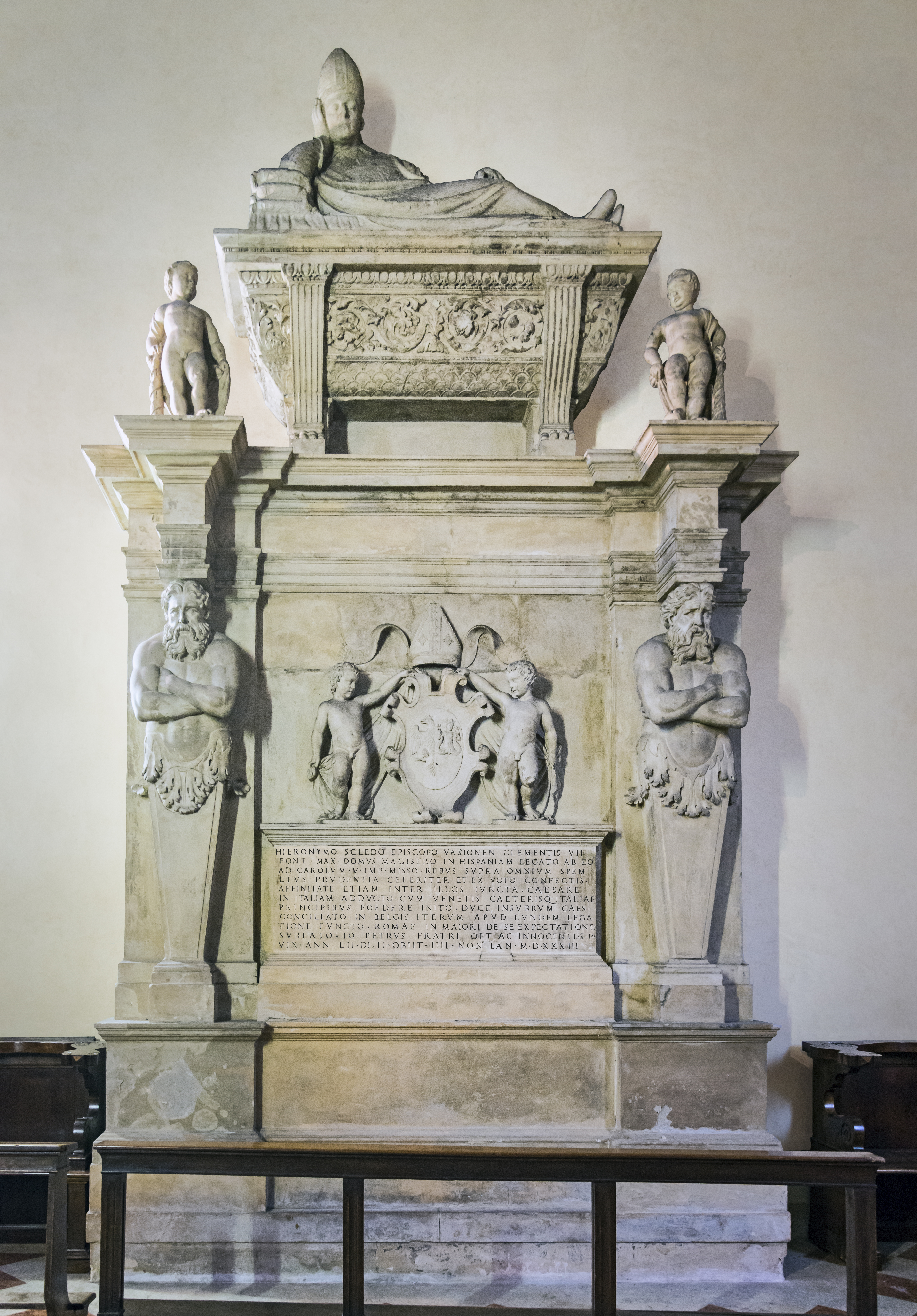
Monumento di Girolamo Bencucci

Navata destra
- Prima Cappella del fonte battesimale - Opera dei fratelli tagliapietre Sguarise su disegno del bassanese Antonio Bernati. Sul coperchio presenta una piccola statua del Battista di Girolamo Albanese (sec. XVII).
- Seconda Cappella delle reliquie, dedicata alla famiglia Fracanzani, contiene altare policromo con pala ritraente San Gaetano di Thiene in preghiera, attribuita al Carpioni, ex voto della famiglia e per i numerosi matrimoni intercorsi con i di Thiene.[14]
- Terza Cappella dei SS. Giacomo e Antonio Abate Dormitio Virginis, polittico di Lorenzo Veneziano (1366). Sulla parete sinistra Arca di Tommaso e Giampietro de Proti
- Quarta Cappella di S. Girolamo - La più antica, fondata nel 1383 dal vescovo Giovanni de Surdis, fu poi più volte rimaneggiata, conserva oggi i due monumenti funebri a Girolamo e Giovanni Battista Gualdo (sec. XVI) con i busti dei due sarcofagi da Alessandro Vittoria (1574).
- Adorazione dei Magi e soprastante Crocifissione fra Sant'Elena e Santa Caterina
- Adorazione dei Magi, dipinto di Francesco Maffei (terza cappella destra)
- Due grandi moderni medaglioni in bronzo, uno raffigurante la santa Giuseppina Bakhita, sudanese, che visse a lungo e morì a Schio, ed uno rappresentante la santa vicentina Maria Bertilla Boscardin, conservati nella quarta cappella destra
- Madonna in trono tra i Santi Nicola da Tolentino e San Nicola da Bari, pala di Giambattista Pittoni (1744)
- Madonna col bambino in trono tra i santi Giovanni Battista e Antonio da Padova, dipinto di Giulio Carpioni (1650)
- Diversi dipinti di Alessandro Maganza.

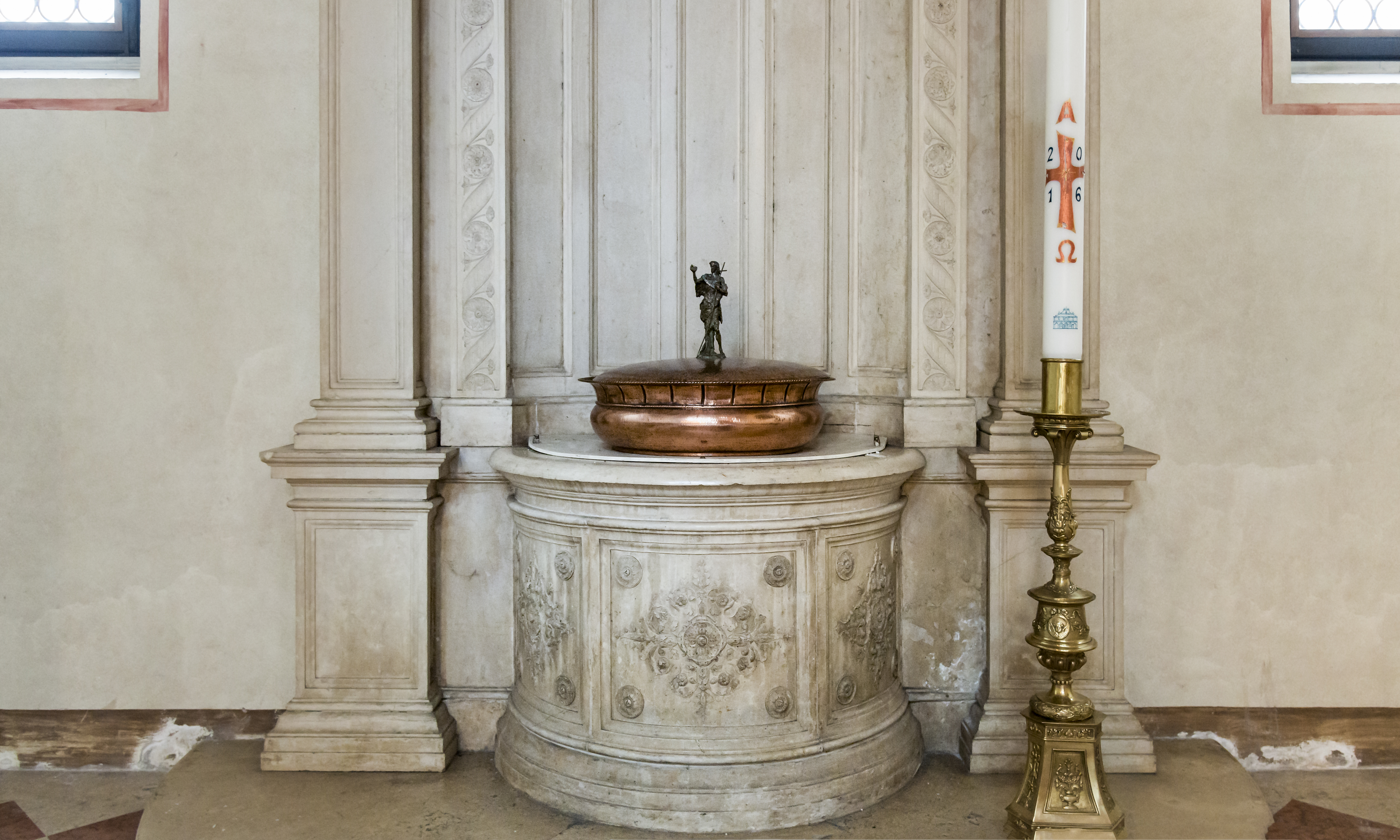
Cappella del fonte battesimale
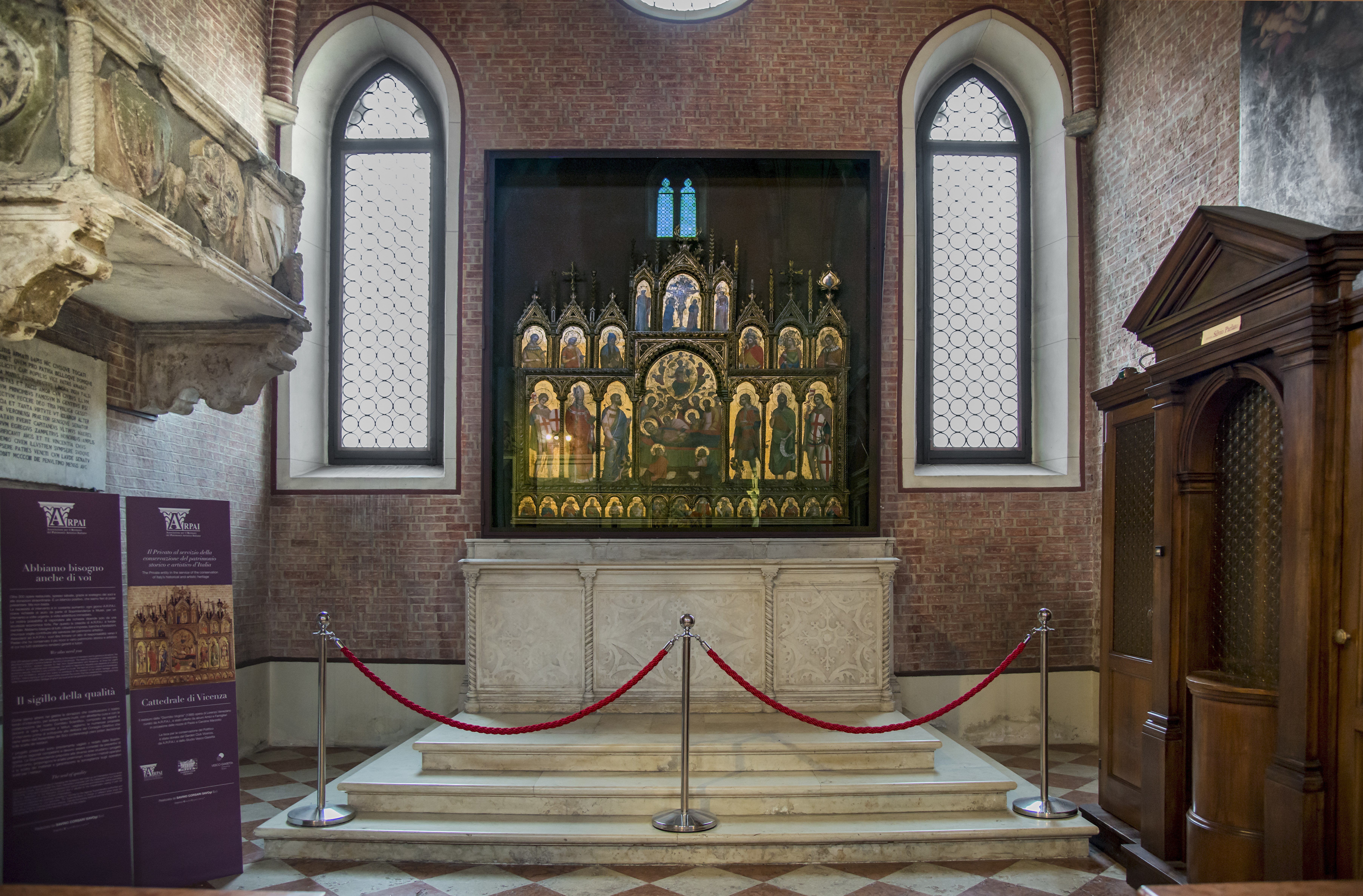
Cappella dei Santi Giacomo e Antonio Abate
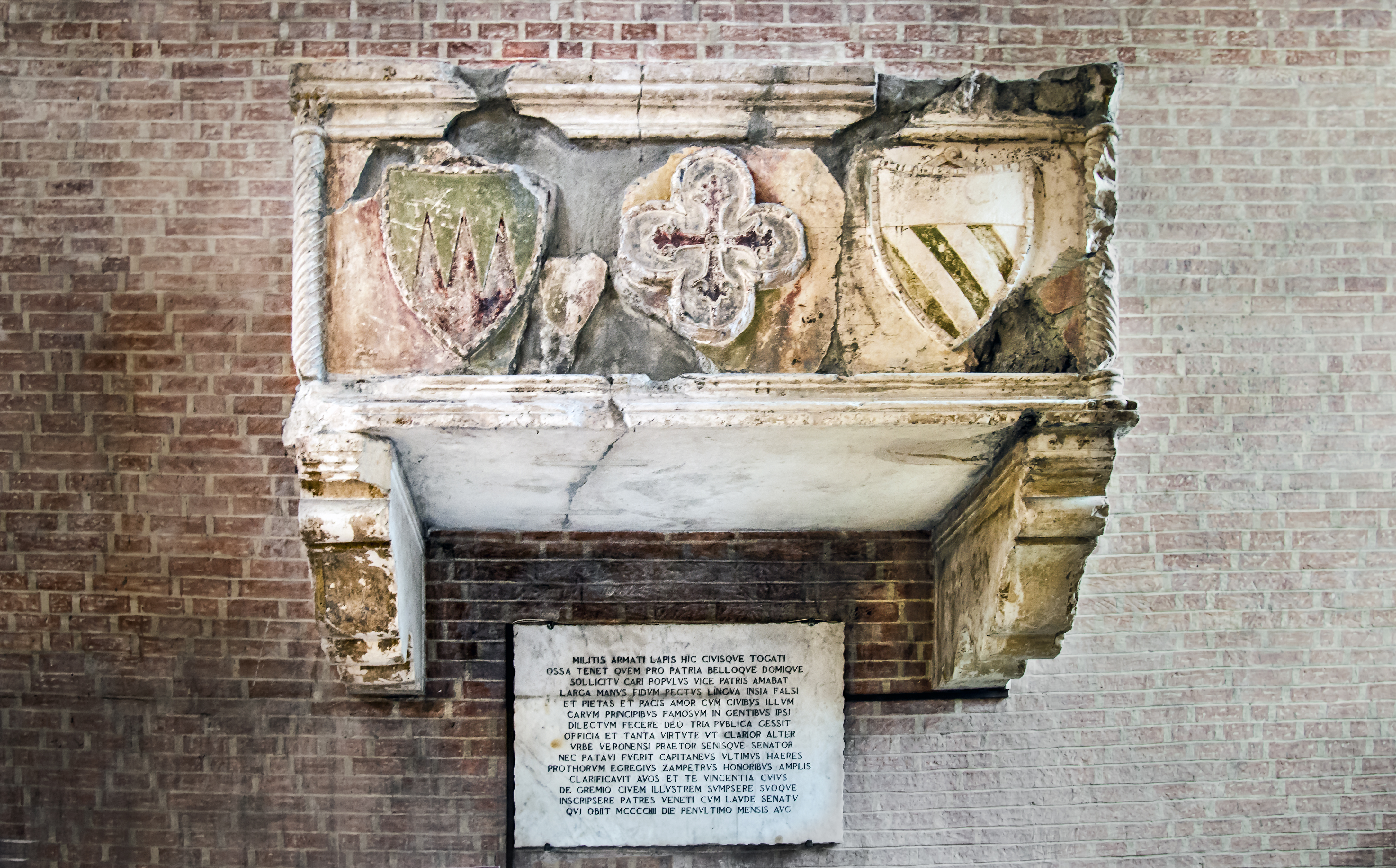
Arca di Tommaso e Giampietro de Proti
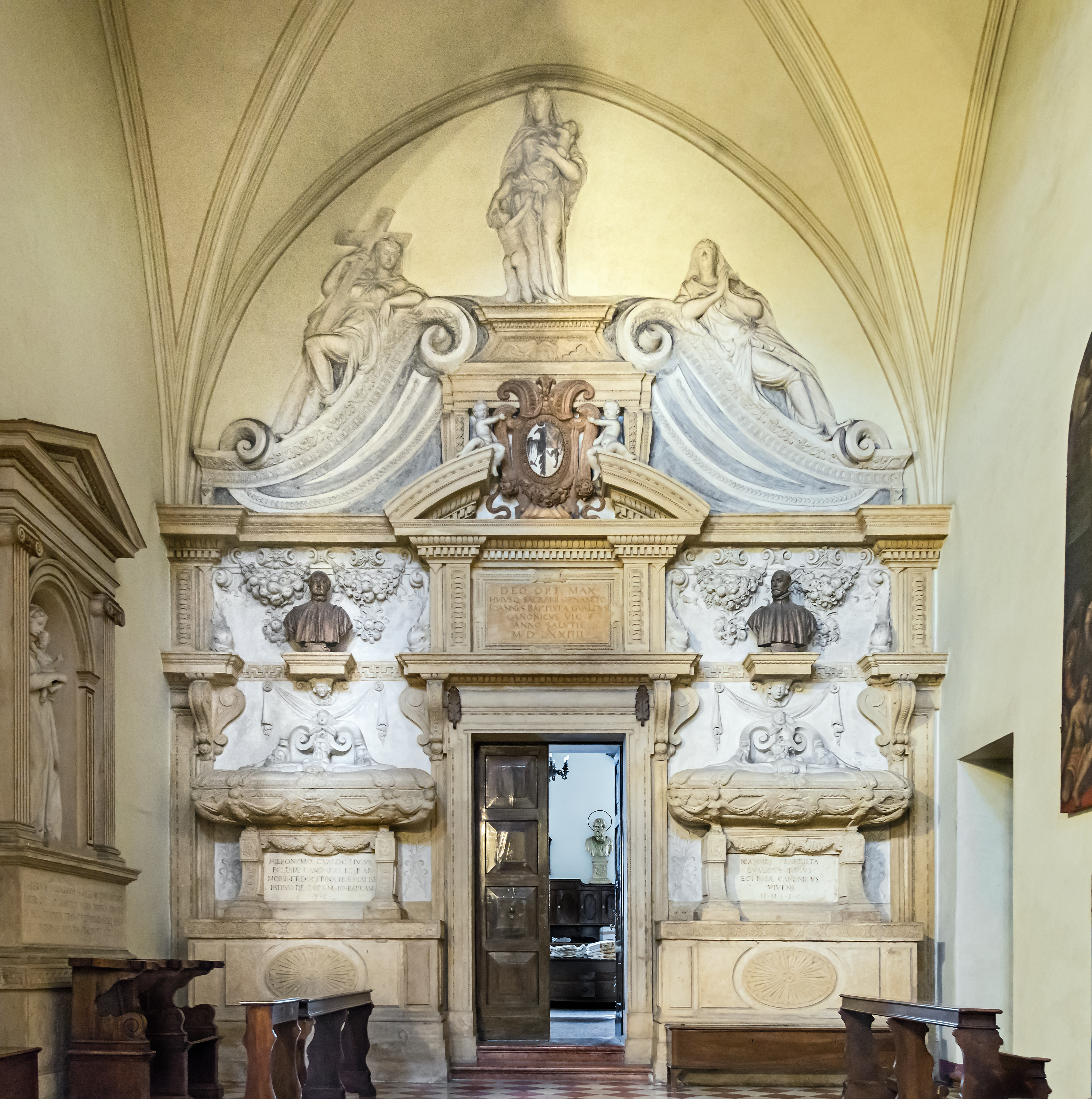
Cappella di San Girolamo

#### Organo a canne

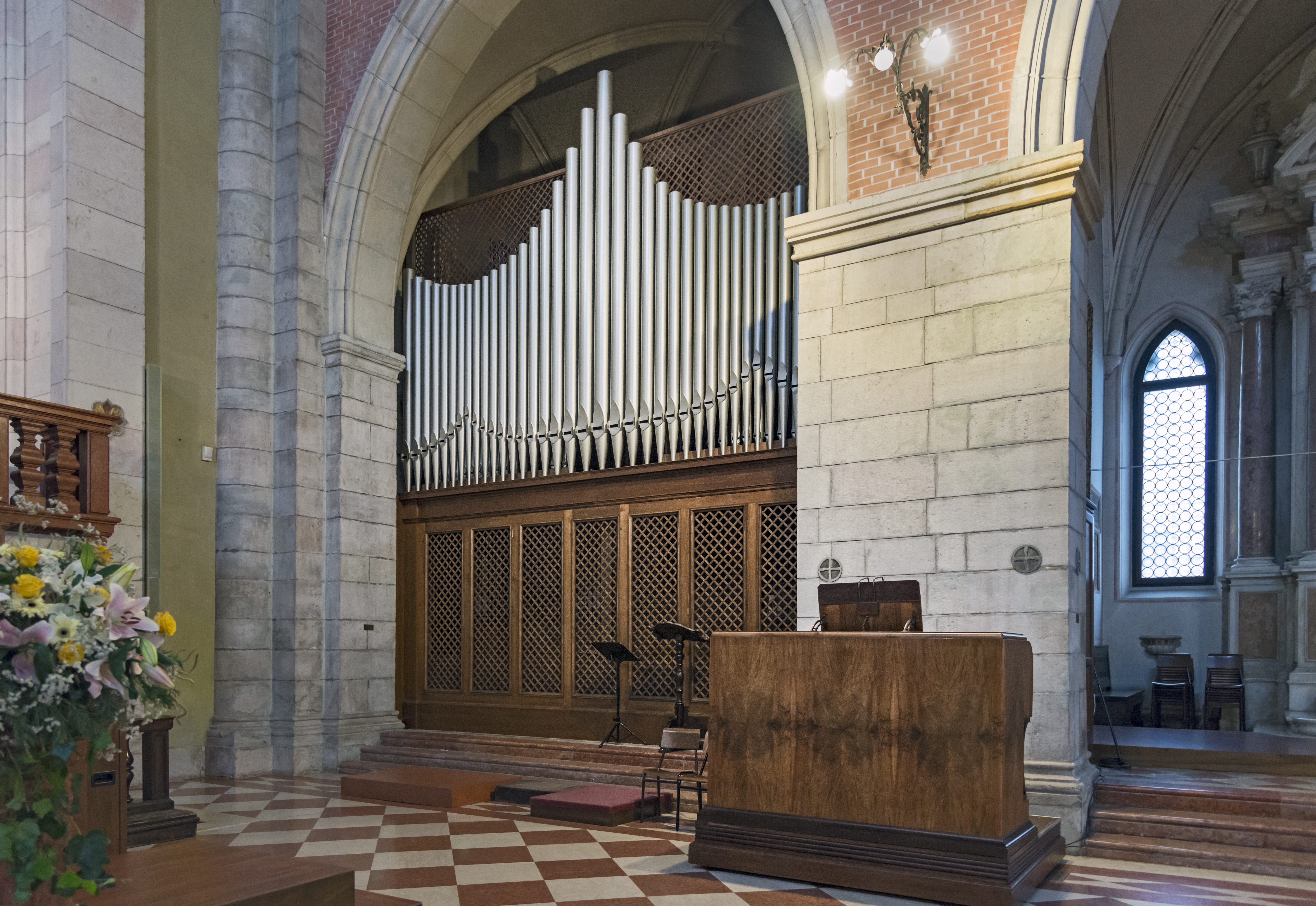
Organo di Mascioni opus 721

Nell'ultima cappella di destra si trova l'organo a canne Mascioni opus 721, costruito tra il 1955 ed il 1956.
Lo strumento è a trasmissione elettrica-pneumatica e la sua consolle, mobile indipendente, è dotata di tre tastiere di 61 note ciascuna e pedaliera concavo-radiale di 32 note. Dispone di 58 registri. Inizialmente l'organo fu posto dietro l'altare maggiore, fatto spostare in avanti per coprire l'organo per volere del vescovo Zinato, poi, nel 2000, venne spostato nella posizione attuale. Lo strumento è di gran pregio ed è un'icona della corrente ceciliana. Si presta all'esecuzione di un repertorio estremamente vario, partendo dal romantico francese arrivando al tardo-barocco tedesco.

#### Area archeologica
I sotterranei della cattedrale sono un palinsesto archeologico in quanto mostrano i resti di edifici di diverse epoche: una casa romana, una domus ecclesiae, i resti di una chiesa di età longobardo-carolingia (secoli VIII-IX), i resti di una chiesa romanica (inizi del XII secolo) e di una chiesa gotica (fine del XIII secolo).
Dalla parte posteriore della cattedrale si accede ad un sotterraneo ove vi sono i resti di una strada romana e una pietra miliare romana, quest'ultima con un'iscrizione dedicatoria da parte della città di Vicenza all'imperatore Graziano. Dopo anni di chiusura, in seguito a una serie di interventi eseguiti tra il 2000 e il 2003, tra cui il risanamento ambientale, il restauro delle strutture archeologiche, la valorizzazione e la pubblica fruizione, l'area archeologica della cattedrale di Vicenza è stata riaperta al pubblico il 20 dicembre 2014. Alcuni di questi interventi sono stati realizzati anche grazie ai fondi del Gioco del Lotto, in base a quanto regolato dalla legge 662/96.

### Nuovi arredi liturgici
Nel 2009 è stata inaugurata la ridefinizione dell'arredo liturgico del presbiterio ad opera dello scultore Pino Castagna.